# Колюмна (герб)
Колю́мна або Пержха́ла (пол. Pierzchała, Kolumna) — родовий герб польської, української, литовсько-білоруської шляхти.

## Історія
Спочатку герб поширювався на землях Краківських, Познанських та Сандомирських. За легендою, в XIV столітті князь Мазовецький під час зупинки в поході, під час військових дій, в таборі грав зі своїм лицарем Першхалою в шахи. Після тривалої гри Першхала поставив мат князю Рохом, тобто шаховою фігурою колоною (турою). На знак визнання розуму Першхали, князь Мазовецький дарував лицареві герб з колоною (шахової турою), разом з великими володіннями.
Перша письмова згадка про герб датується 1344 роком.
Після Городельської унії 1413 року ряд гербів, в тому числі й Колона були закріпленні за представниками литовсько-руської (української) шляхти, та відбулось зрівняння прав шляхти католицького віровизнання Королівства Польського та шляхти Великого князівства Литовського, Руського та Жемантійського. За умовами унії, польські шляхтичи каштелян Добржунський Петро з Влошова (kasztelan dobrzyński Piotr z Włoszczowa) та Генрих з Радоміна (Henryk z Radomina) передали герб боярському роду Даукши (Dauksza).
Належав понад 138 родам шляхти з Білорусі, України, Литви і Польщі.

## Опис
На срібному полі розташована біла (за іншому варіанті герба — чорна) колона із широкою підставою і таким же карнизом вгорі, на якому позначилися п'ять зубців на зразок башти в шахах. На шоломі розташовані п'ять страусових пер'їн або шахова тура.